# Persea nudigemma
Persea nudigemma là một loài thực vật thuộc họ Lauraceae, tiếng Anh thường gọi là laurel. Đây là một cây có hoa, nhiều lá, là loài đặc hữu của vùng núi ẩm nhiệt đới hoặc cận nhiệt đới ở Ecuador.